# Le Mazeau
Le Mazeau è un comune francese di 445 abitanti situato nel dipartimento della Vandea nella regione dei Paesi della Loira.

## Società

### Evoluzione demografica
Abitanti censiti